# Divisione unità mobili carabinieri

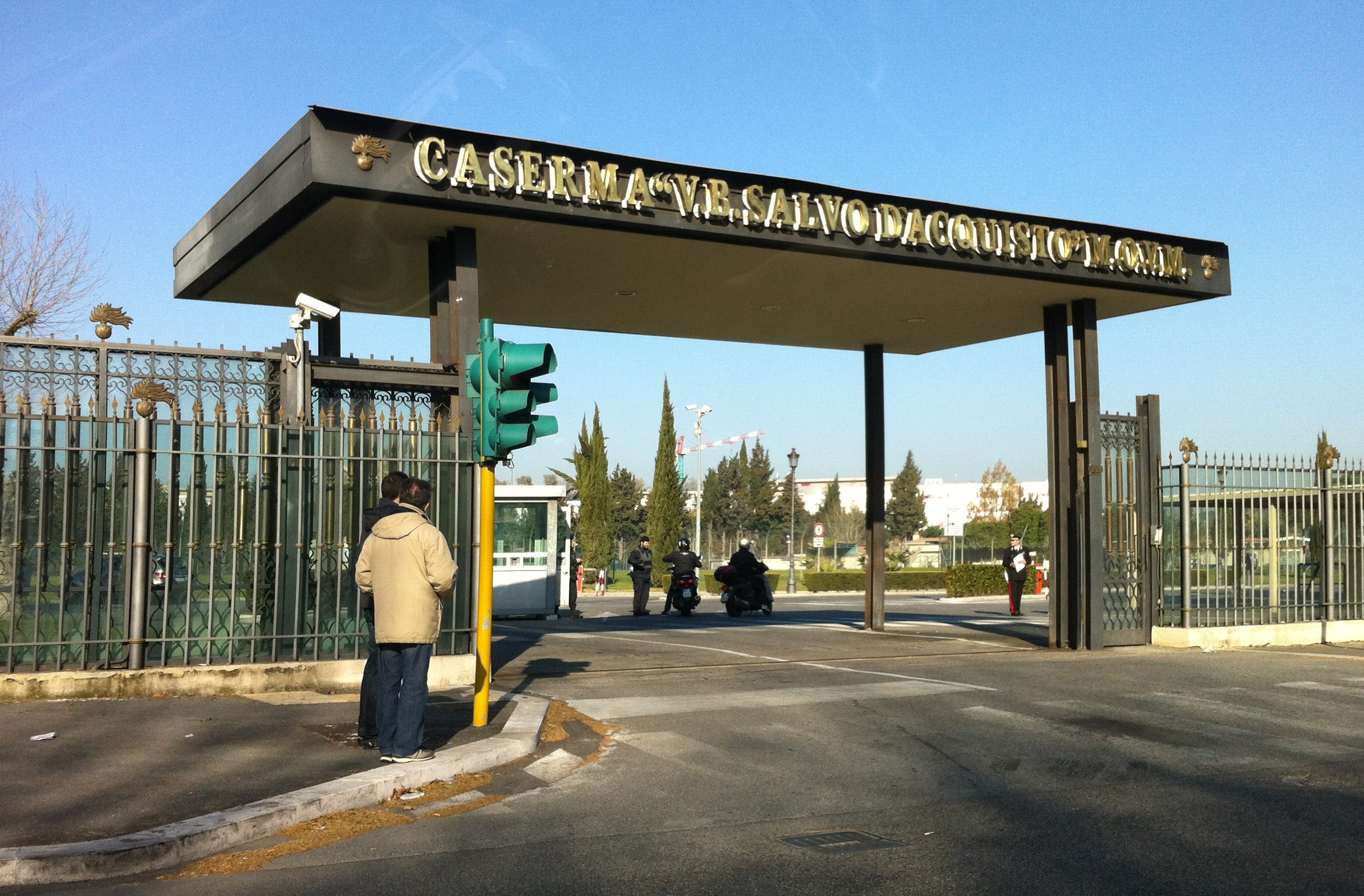
Caserma " Salvo D'Acquisto", sede della Divisione.

La Divisione Unità Mobili Carabinieri  è un'unità militare dell'Arma dei Carabinieri  posta alle dipendenze del Comando delle unità mobili e specializzate carabinieri "Palidoro".

## Storia
La divisione è stata costituita il 1º febbraio 2001, con inizialmente alle dipendenze il 4º Reggimento carabinieri a cavallo e 13 battaglioni distribuiti sul territorio nazionale. Nel 2013 il comando da Treviso è stato spostato a Roma, nella Caserma "Salvo D'Acquisto", acquisendo anche le unità militari dei CC con propensione all'impiego estero.
Oggi è composta da due brigate: 
- la 1a Brigata mobile, con 7 Reggimenti, 5 Battaglioni mobili e un Reggimento a cavallo;
- la 2a Brigata mobile[3], con i tre Reggimenti mobili con propensione all'impiego in missioni all'estero, e le forze speciali dei GIS.

Dal gennaio 2024 è comandante il generale di divisione Carlo Cerrina.

## Compiti
Attraverso le brigate dipendenti svolge compiti militari come la difesa integrata del territorio nazionale e la partecipazione alle operazioni militari all'estero. Supporta inoltre l'Organizzazione territoriale dell'Arma e garantisce, come riserva del Comando Generale, una pronta e reattiva massa di manovra per le emergenze.